# Вторая поправка к Конституции США
Вторая поправка к Конституции США гарантирует право граждан на хранение и ношение оружия. Поправка вступила в силу 15 декабря 1791 года, одновременно с остальными девятью поправками, входящими в Билль о правах.
В 2008 и 2010 годах Верховный суд США вынес два исторических решения, касающихся второй поправки. В деле «Округ Колумбия против Хеллера» (District of Columbia v. Heller, 554 U.S. 570) 2008 года суд уточнил, что вторая поправка защищает право граждан на владение оружием, независимо от службы в ополчении, и даёт им право на использование оружия для законных целей, таких как самооборона в доме. В деле «Макдональд против Чикаго» (McDonald v. Chicago, 561 U.S. 3025) 2010 года суд вынес решение, запрещающее правительствам штатов и местных администраций превышать пределы запретов, установленных федеральным правительством.

## Текст
Текст второй поправки (официальный перевод и оригинал):

«Поскольку хорошо организованное ополчение необходимо для безопасности свободного государства, право народа хранить и носить оружие не должно нарушаться».
«A well regulated Militia, being necessary to the security of a free State, the right of the people to keep and bear Arms, shall not be infringed».

## Толкования

### «…хорошо организованное ополчение…»
В современном американском обществе Вторая поправка продолжает вызывать широкие дискуссии, особенно отдельные её положения, такие как «хорошо организованная милиция» (здесь «милиция» в значении «ополчение»). Буквальный текст «well regulated Militia» может иметь также и значение «надлежащим образом управляемая милиция». Согласно определению Верховного Суда США, определение «хорошо организованная» (well-regulated) означает не более чем поддержание дисциплины и боевой подготовки в надлежащем состоянии. Один из отцов-основателей США, Александр Гамильтон, в 29-м номере журнала «Федералист» (9 января 1788 года), определил существовавшее в то время понятие «хорошо организованного ополчения» следующим образом:

Участие в военном деле требует времени и практики. Это занятие не дней и не недель. Необходимо вовлечь широкие массы фермеров и других классов граждан в военные тренировки, которые должны происходить так часто, сколько необходимо, чтобы достичь требуемой степени совершенства, необходимой, чтобы их можно было охарактеризовать, как хорошо устроенное ополчение.

### «…право народа…»
Проблема толкования упоминаемого во Второй поправке «права народа» состоит в том, чтобы определить, чем оно отличается от свободы собраний, гарантированной Первой поправкой, и права на безопасность, упоминаемого Четвёртой поправкой.
Судья Антонин Скалия вынес определение по делу «Округ Колумбия против Хеллера» в том, что термин «народ» в остальных статьях и поправках Конституции безусловно говорит обо всём «политическом сообществе», тогда как Вторая поправка ведёт речь именно об ополчении, которое включает в себя не всех граждан, а только мужчин определённого возраста, способных носить оружие.
Судья Джон Пол Стивенс также отметил, что круг лиц, определяемый Второй поправкой, оказывается уже, чем круг лиц, определяемый Первой и Четвёртой поправками.

### «…хранить и носить оружие…»
Целый ряд авторов, юристов и историков предпочитают трактовать Вторую поправку так, что она подразумевает хранение и ношение оружия только в военных целях. Однако Верховный суд США, рассмотрев дело «Округ Колумбия против Хеллера», вынес определение, что Поправка также подразумевает хранение и ношение оружия в личных целях.

…прежде чем рассмотреть термины «хранить» и «носить», мы рассмотрим объект — «оружие». Этот термин и тогда, и сейчас необязательно означает оружие, предназначенное именно для военных целей и применяемое по военному назначению. … Во времена основателей, как и сейчас, «носить» означало «иметь при себе». Во многих случаях «ношение оружия» могло недвусмысленно означать и держание при себе оружия не в составе организованного ополчения. … Во времена основателей фраза «ношение оружия» имела и идиоматическое значение, которое было существенно отличным от его прямого значения «служить солдатом, нести военную службу, воевать», или «вести войну».
Оригинальный текст (англ.)Before addressing the verbs “keep” and “bear,” we interpret their object: “Arms.” The term was applied, then as now, to weapons that were not specifically designed for military use and were not employed in a military capacity. … At the time of the founding, as now, to “bear” meant to “carry.” In numerous instances, “bear arms” was unambiguously used to refer to the carrying of weapons outside of an organized militia. … The phrase “bear Arms” also had at the time of the founding an idiomatic meaning that was significantly different from its natural meaning: “to serve as a soldier, do military service, fight” or “to wage war.”
— источник: District of Columbia v. Heller, 554 U.S. 570 (2008)

## Дела в Верховном суде
Начиная по крайней мере со второй половины XIX века Вторая поправка вызывает множество дискуссий, в ряде случаев закончившихся процессами в Верховном суде США. Один из первых случаев рассмотрения Второй поправки этим судом относится уже к 1820 году.
В большинстве случаев американские суды придерживаются двух подходов в толковании Второй поправки — «индивидуального» подхода, означающего право отдельных граждан на хранение и ношение оружие в частном порядке, и «коллективного», как права граждан принимать участие в «хорошо организованном ополчении». В этом случае обычно подразумевается, что таковое ополчение самостоятельно обеспечивает себя оружием и боеприпасами, что соответствует исторически сложившейся в США модели.
Одна из первых попыток существенно ограничить действие Второй поправки относится к 1875 году. После резни в городе Колфакс, штат Луизиана (столкновений между белым ополчением, с одной стороны, и освобождёнными рабами при поддержке чёрной по составу милиции штата) представители белого населения потребовали не распространять действие Второй поправки на афроамериканцев. Верховный Суд США отклонил жалобу, указав, что таковой запрет стал бы ущемлением прав, на что, в соответствии с Четырнадцатой поправкой, он не имеет права. Вместе с тем, суд признал применение в данном случае «анти-куклуксклановского» закона неконституционным.
В 1886 году проходит дело американского гражданина немецкого происхождения Германа Прессера, организовавшего из немецкоязычных граждан военизированную организацию Lehr und Wehr Verein (Ассоциация обучения и защиты), которая проводила военные тренировки с чётко выраженным намерением сражаться, и организовывала в Чикаго военные парады численностью до 400 человек. Подобная деятельность была запрещена властями штата Иллинойс, указавшими, что, согласно законодательству штата, без согласования с губернатором запрещаются публичные военизированные парады.
Прессер обжаловал запрет в Верховный Суд, посчитав, что ущемлены его конституционные права, определённые Второй поправкой. Однако суд определил, что Вторая поправка ограничивает вмешательство только федерального правительства, не ограничивая ни правительства штатов, ни Конгресс. Вместе с тем суд указал, что все способные носить оружие граждане образуют резерв ополчения как отдельных штатов, так и США в целом, и государственное регулирование не должно приводить к поголовному разоружению, которое оставило бы центральное правительство совсем безо всякого вооружённого ополчения.
В 1938 году гражданин США Миллер был обвинен в хранении короткого дробовика без получения соответствующего разрешения и уплаты соответствующей пошлины, что было запрещено законом National Firearms Act (Национальный Закон об огнестрельном оружии) 1934 года. В 1939 году Верховный Суд постановил, что Вторая Поправка защищает право хранить и носить лишь те виды оружия, которые предназначены для нужд армии и ополчения и лишь с целью участия в ополчении. В результате National Firearms Act 1934 года не был признан противоречащим Конституции. Данное судебное дело стало известно как Соединённые Штаты против Миллера (англ. United States v. Miller)
В 2008 году прошёл процесс Округ Колумбия против Хеллера, связанный с особым положением округа Колумбия; его территория не входила ни в один штат, являясь непосредственно федеральным анклавом. На протяжении длительного времени в Округе Колумбия было запрещено хранение короткоствольного оружия, однако в ходе дела Суд постановил, что Вторая Поправка защищает право людей на хранение и ношение оружия и в личных целях. Запрет на хранение короткоствольного оружия и его ношение был отменен.
После рассмотрения «дела Хеллера» федеральные суды также рассматривают целую серию жалоб с требованиями так или иначе ограничить или, наоборот, расширить ношение оружия в соответствии со Второй поправкой. Так, федеральный апелляционный суд рассмотрел жалобу на ограничения прав несовершеннолетних на ношение ружей, запрет на ношение нунчаков, запрет на ношение оружия в пределах 1000-футовой школьной территории, запрет на хранение оружия вне дома, особенно в частных автомобилях, припаркованных на стоянках для сотрудников государственных учреждений, и др.

## Оружейная статистика США
В США население располагает 396 млн единиц легального огнестрельного оружия или около 124 единиц оружия на 100 человек. Это самый высокий показатель (вооружённости населения) в мире. С учётом нелегального оружия его количество составляет свыше 600 млн. Закон о контроле над вооружением 1968 года запрещает продавать его осуждённым за определённые преступления, наркоманам, психически нездоровым людям, нелегальным мигрантам и некоторым другим категориям. Покупка длинноствольного неавтоматического оружия разрешена с 18 лет, короткоствольного — с 21 года. На скрытое ношение короткоствольного оружия в большинстве штатов требуется специальная лицензия, для получения которой надо пройти дополнительную проверку и уплатить пошлину, а в некоторых штатах — пройти специальные учебные курсы.
Ежегодно около 2,5 млн американцев используют оружие для самообороны, причем в 8 % случаев это заканчивается гибелью или ранением преступника. Граждане убивают в два раза больше преступников, чем полиция (при этом процент ранения или гибели случайных людей в пять раз ниже, чем у полицейских). В то же время, около 70 % убийств совершается с помощью огнестрельного оружия — эта доля одна из самых высоких в мире (за 2013 год преступники убили 11,2 тыс. человек с помощью огнестрельного оружия). Помимо этого свыше 20 тыс. человек совершают самоубийства с помощью огнестрельного оружия.